# Statische Äquivalenz
Von statischer Äquivalenz spricht man in der technischen Mechanik dann, wenn man zwei Kraftsysteme (Spannungen, Kräfte, Momente) statisch wirkungsäquivalent sind. Die Ermittlung einer möglichst einfachen statischen Äquivalenten Kraftgruppe heißt Reduktion. Typisches Beispiel einer Reduktion, eine übliche Anwendung der statischen Äquivalenz, ist die Bildung einer Resultierenden einer Gleichlast oder Bildung von Spannungsresultanten von Spannungen im Querschnitt.

## Kraftsystem
Ein Kraftsystem, auch Kräftegruppe genannt, besteht aus n≥0 Kraftgrößen (z. B. Kräfte, Momente, Volumenwichten).

### Resultierende eines Kraftsystems
Die Resultierende wird durch Vektoraddition bestimmt:

{\displaystyle \mathbf {R} :=\left[\sum _{i}^{n}\mathbf {F} _{i}\right]+\left[\sum _{i}^{m}\int _{x}\mathbf {q} _{i}(x)\mathrm {d} x\right]+\left[\sum _{i}^{o}\iint _{A}{\boldsymbol {\sigma }}_{i}(x,y)\mathrm {d} x\mathrm {d} y\right]+\left[\sum _{i}^{p}\iiint _{V}{\boldsymbol {\gamma }}_{i}(x,y,z)\mathrm {d} x\mathrm {d} y\mathrm {d} z\right]\quad {\textrm {mit}}\quad {n,m,o,p}\in \mathbb {N} _{0}}

mit
- {\displaystyle \mathbf {R} } der Resultierenden
- {\displaystyle \mathbf {F} _{i}} Einzelkraft i
- {\displaystyle \mathbf {q} _{i}(x)} die Streckenlast i
- {\displaystyle {\boldsymbol {\sigma }}_{i}(x,y)} den Traktionsvektor i
- {\displaystyle {\boldsymbol {\gamma }}_{i}(x,y,z)} die Volumenkraft i

### Moment eines Kraftsystems
Das Moment um einen Punkt O is definiert als:

{\displaystyle \mathbf {M} _{O}:=\left[\sum _{i}^{n}{\overrightarrow {OX}}\times \mathbf {F} _{i}\right]+\left[\sum _{i}^{m}\int _{x}{\overrightarrow {OX}}(x)\times \mathbf {q} _{i}(x)\mathrm {d} x\right]+\left[\sum _{i}^{o}\iint _{A}{\overrightarrow {OX}}(x,y)\times {\boldsymbol {\sigma }}_{i}(x,y)\mathrm {d} x\mathrm {d} y\right]+\left[\sum _{i}^{p}\iiint _{V}{\overrightarrow {OX}}(x,y,z)\times {\boldsymbol {\gamma }}_{i}(x,y,z)\mathrm {d} x\mathrm {d} y\mathrm {d} z\right]\quad {\textrm {mit}}\quad {n,m,o,p}\in \mathbb {N} _{0}}

mit
- {\displaystyle \mathbf {M} _{O}} dem Moment um den Punkt O
- {\displaystyle {\overrightarrow {OX}}} der Strecke von dem Punkt O zum Angriffspunkt X der jeweiligen Kraftgröße

## Definition

Statische Äquivalenz zwischen Schnittgrößen (blau) und Spannungen (rot)

Statische Äquivalenz liegt dann vor, wenn ein Kraftsystem mit einem anderen Kraftsystem wirkungsäquivalent ist. Wenn zwei Kraftsysteme wirkungsäquivalent sind, haben beide Kraftsysteme die gleiche (auch gleiches Vorzeichen) Resultierende und das gleiche Moment. Eine Resultierendenbildung ist im Allgemeinen nur bei einem statisch bestimmt gelagerten Starrkörper sinnvoll. Bei einem deformierbaren Körper als auch bei Mehrkörpersystem dürfen Kräfte im Allgemeinen nicht entlang der Wirkungslinie verschoben werden. Wenn zwei Systeme statisch Äquivalent sind heißt das, dass man die beiden Kraftgruppen miteinander austauschen kann. Eine häufige Anwendung ist eine Reduktion (z. B. bei Bildung einer Resultierenden).
Zwei statisch äquivalente Kraftgruppen haben eine gleich große und gleich gerichtete (gleiche Wirkungslinie) Resultierende. Statisch äquivalente Kräfte müssen am gleichen statisch bestimmt gelagerten Starrkörper angreifen.
Zwei typische Beispiele einer statischen Äquivalenz:
- Eine Gleichlast oder mehrere Teillasten, die zu einer Resultierenden zusammengefasst werden.[6]
- Eine Spannungsverteilung über den Querschnitt, die in die Schnittgrößen statisch äquivalent zusammengefasst wird.[7][8]

Bei Äquivalenzbetrachtungen, kann man, bei statisch bestimmt gelagerten Starrkörpern, wie bei einer Gleichgewichtsbetrachtung Kräfte entlang ihrer Wirkungslinie verschoben werden.

### Unterschied zu Gleichgewicht
Bei statischer Äquivalenz haben die Resultierenden zwei Kraftsysteme die gleiche Orientierung, hingegen wenn zwei Kraftsysteme im Gleichgewicht sind, haben sie zwar die Resultierenden den gleichen Betrag und auch die gleiche Wirkungslinie, aber die Resultierenden der beiden Kräfte sind entgegengesetzt orientiert.

#### Statische Äquivalenz
1. {\displaystyle \sum _{i=1}^{n_{F}}{\vec {F}}_{i}=\sum _{j=1}^{m_{F}}{\vec {F}}_{j}}
2. {\displaystyle \sum _{i=1}^{n_{M}}{\vec {M}}_{i}=\sum _{j=1}^{m_{M}}{\vec {M}}_{j}}

#### Gleichgewicht
1. {\displaystyle \sum _{i=1}^{n_{F}}{\vec {F}}_{i}+\sum _{j=1}^{m_{F}}{\vec {F}}_{j}=0}
2. {\displaystyle \sum _{i=1}^{n_{M}}{\vec {M}}_{i}+\sum _{j=1}^{m_{M}}{\vec {M}}_{j}=0}

## Weitere Bedeutung
Der Begriff statische Äquivlanz wird auch verwendet, um einen dynamischen Vorgang quasistatisch Äquivalent abzubilden.